# Trachymene platyptera
Trachymene platyptera är en flockblommig växtart som beskrevs av Aleksandr Andrejevitj Bunge. Trachymene platyptera ingår i släktet Trachymene och familjen flockblommiga växter. Inga underarter finns listade i Catalogue of Life.